# Materia strana
La materia strana è la materia di quark contenente i quark strange. In natura si ipotizza che la materia strana si trovi nella parte interna particolarmente densa delle stelle di neutroni.
Le particelle strane sono previste dal modello standard e la loro scoperta è stata una validazione del modello del nucleo formato da quark. Le stelle fatte da questo tipo di materia sono dette "stelle di quark", che si forma in caso di collasso gravitazionale di una stella di neutroni.

## Ipotesi
È stato ipotizzato che quando il neutronio che forma una stella di neutroni viene sottoposto a una pressione, dovuta alla gravità della stella, sufficientemente alta i singoli neutroni si rompano. I quark che li costituiscono interagiscono tra loro ad altissima pressione e temperatura, quindi guadagnando molta energia, e formando quark strani. 
A questo stadio la stella viene chiamata stella strana o stella di quark. La materia strana è composta da quark up, quark down e quark strange legati gli uni agli altri direttamente dalle interazioni fondamentali. Una stella strana è essenzialmente un gigantesco nucleone. Essa si colloca tra le stelle a neutroni ed i buchi neri sia in termini di massa sia in termini di densità; se si aggiungesse una quantità sufficiente di materia alla stella strana, aumentando ancora la sua densità quindi, essa potrebbe collassare in un buco nero, proprio come ogni oggetto raggiunta la densità limite che lo porta al collasso.

## Teorie
Alcune teorie ipotizzano che la materia strana possa essere stabile al di fuori dell'intensa pressione che la produce; se così fosse, potrebbero esistere nello spazio piccoli frammenti substellari di stelle strane (talvolta chiamati strangelet) in un ampio raggio di dimensioni costantemente al di sotto della scala atomica. 
Si pensa che la materia ordinaria, venendo a contatto con uno strangelet, possa essere trasformata in materia strana dalla sua pressione;  gli strangelet sarebbero quindi in grado di mangiare tutta la materia ordinaria con cui vengono a contatto, come pianeti o stelle. Essi aumenterebbero gradualmente di dimensioni perché, dopo aver mangiato tutti i protoni dei nuclei, acquisterebbero una carica elettrica positiva che attrarrebbe gli elettroni circondandoli con una nuvola di cariche elettriche negative. Quando la carica divenisse abbastanza grande, lo strangelet inizierebbe a produrre elettroni e positroni intorno a sé stesso. Ogni nucleo che passasse lì vicino, vedrebbe annichilirsi tutti i suoi elettroni dai positroni e la carica negativa dello strangelet lo spingerebbe all'interno. I maggiori fisici teorici, sebbene riconoscano questa possibilità, ritengono che sia molto improbabile.
Si ritiene che gli strangelet abbiano carica elettrica netta positiva che viene neutralizzata dalla presenza di elettroni degenerati che si dispongono leggermente al di là del confine dello strangelet come se rappresentassero una specie di atmosfera di elettroni. Se un nucleo atomico di materia ordinaria incontra uno strangelet esso si avvicinerà finché inizierà a penetrare questa atmosfera elettrica di carica negativa. A questo punto inizierà a risentire del potenziale elettrico positivo e quindi subirà una repulsione da parte dello strangelet. I nuclei sufficientemente energetici o i neutroni, che non risentono della carica elettrica, possono raggiungere lo strangelet ed esserne assorbiti; il rapporto tra i quark up, down e strange verrà riaggiustato mediante il decadimento beta.
La materia strana è uno dei candidati costituenti della materia oscura prevista in numerose teorie cosmologiche.